# マーティン・ルーサー・キング・ジュニア・プラザ駅

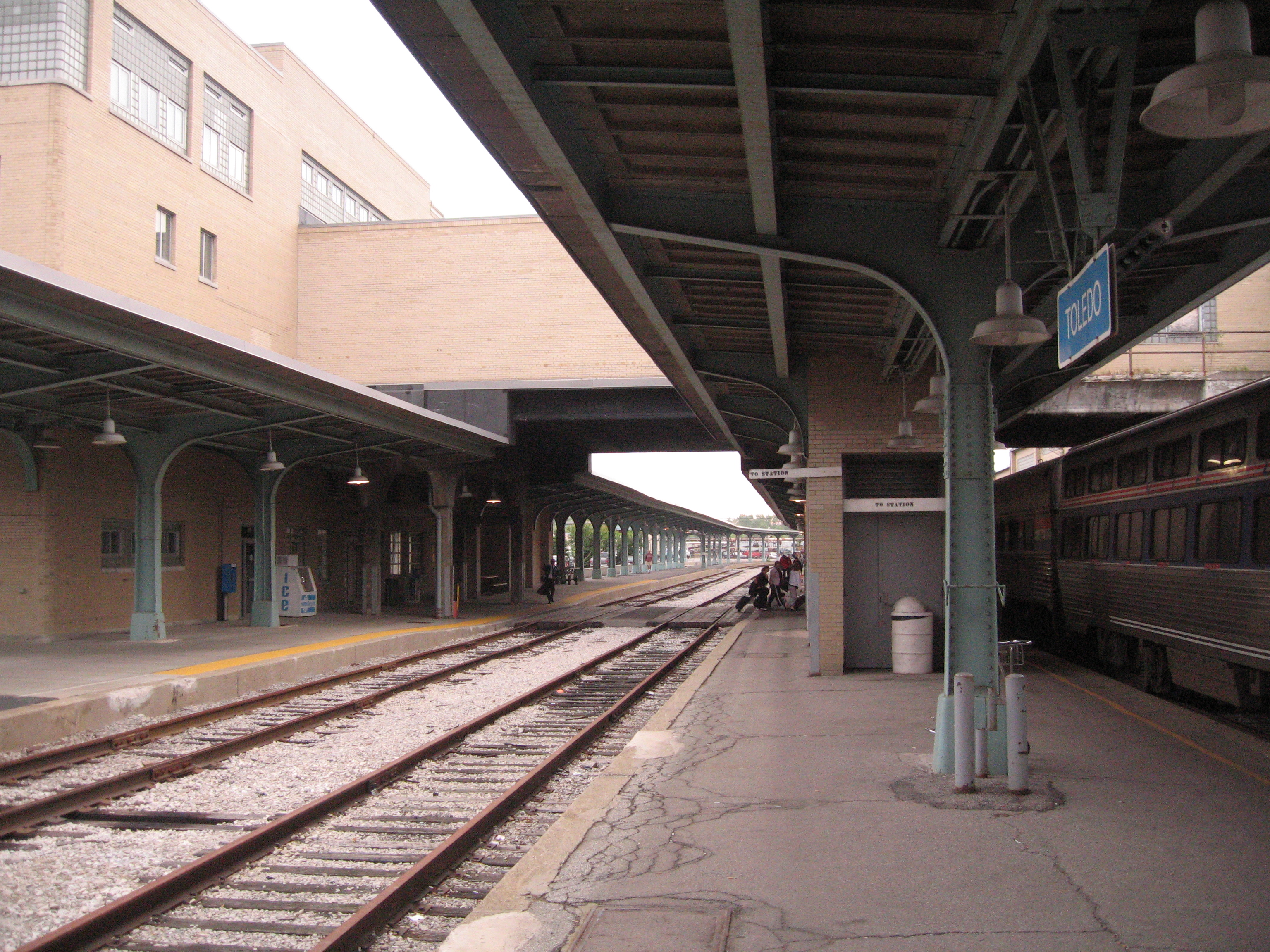
ホーム

マーティン・ルーサー・キング・ジュニア・プラザ駅（英語：Martin Luther King, Jr. Plaza Station）は、オハイオ州トレド エメラルド・アヴェニュー415にある駅 。アムトラックの時刻表など旅客案内上は「トレド駅」（Toledo Station、トリード駅）とも呼ばれる。駐車場があり、バスの乗り換えが出来る。

## 利用可能な鉄道路線／列車
アムトラックの停車する列車は下記の通り。
シカゴとニューヨーク・ボストン間の夜行長距離列車レイクショア・リミテッド号…1日1往復停車（当駅にはシカゴ-ニューヨーク間・シカゴ-ボストン間の編成とも停車  オールバニ・レンセラー駅にてニューヨーク編成&ボストン編成と 連結/切り離し）
シカゴとワシントン間の夜行長距離列車キャピトル・リミテッド号…1日1往復停車